# Hotel Polski
L'Hotel Polski est un hôtel de Varsovie, Pologne, construit en 1808, situé 29 Ulica Długa, utilisé en 1943 par les Allemands comme centre d'internement de Juifs de Varsovie, qui y sont attirés dans l'espoir de recevoir des sauf-conduits et des passeports pour se rendre à l'étranger. Ces évènements sont connus sous le nom de : « Affaire de l'Hotel Polski ».

## Histoire du bâtiment
Le bâtiment actuel est édifié sur les restes d'un palais du XVIIe siècle. Différentes parties de ce palais ont été rénovées de 1762 à 1784 comme demeure du banquier de Varsovie Frédéric Kabrit. En 1808, le bâtiment est transformé en hôtel, et de 1816 à 1819, son propriétaire, Jan Nowakowski, lui fait subir une autre rénovation importante.
L'hôtel brûle en 1944 pendant les combats lors de l'Insurrection de Varsovie et est en grande partie détruit. En 1949-1950 le bâtiment est reconstruit. Aujourd'hui, il abrite des appartements et des espaces commerciaux. Au rez-de-chaussée, dans sa partie ouest, il est occupé par un restaurant asiatique.
En face du bâtiment, se trouve la Maison Potkański, actuellement occupée par l'Université de Varsovie, et sur le côté, vers l'est, le Palac pod Czterema Wiatrami (Palais des Quatre Vents).

## L'Hotel Polskicomme centre d'internement
Fin 1941, début 1942, deux organisations juives de Suisse essayent de trouver une solution pour sauver le plus de Juifs du Gouvernement général, la partie de la Pologne annexée au Troisième Reich. Elles décident de leur procurer des passeports de pays d'Amérique du Sud. Comme les Juifs, citoyens de pays non en guerre avec l'Allemagne, ne dépendent pas des autorités d'occupation, ils sont libres de ne pas résider dans le ghetto et ne sont pas soumis au travail obligatoire. De plus, les possesseurs de tels passeports ont déjà été échangés en Palestine contre des prisonniers de guerre allemands détenus par les Alliés. Les organisations juives contactent donc les consuls du Paraguay, du Honduras, du Costa Rica, du Guatemala, de Haïti, du Salvador, de Pérou, de Bolivie,de l'Équateur, du Nicaragua, de Panama, de l'Uruguay et du Venezuela, afin d'obtenir des passeports qui seront envoyés au Gouvernement général.
La plupart de ces documents arrivent au ghetto de Varsovie fin 1942 – début 1943, après les déportations de masse, et la majorité des destinataires de ces papiers ont été déportés et tués à Treblinka pendant l'été 1942. En mai 1943, juste avant la liquidation du ghetto, deux collaborateurs juifs Lolek Skosowski et Adam Żurawin, qui travaillaient sous les ordres du commandant de la police de sécurité de Varsovie, Ludwig Hahn (en), s'intéressent à ce courrier non distribué et décident avec l'accord de la Gestapo de Varsovie de s'en servir. Ils vendent ces passeports à des Juifs cachés du côté aryen et ceux-ci sont internés à l'Hotel Polski ainsi que dans deux autres hôtels plus petits de Varsovie, le Terminus et le Royal, avant d'être transférés vers des camps spéciaux en France et en Allemagne, soi-disant dans l'attente d'être échangés contre des prisonniers allemands. Certains documents, appelés permis palestiniens sont même distribués gratuitement à l'hôtel.
De nombreux Juifs vont se rendre à l'Hotel Polski venant de tout Varsovie ; certains parce qu'ils ont la certitude de pouvoir acheter un passeport, d'autres parce qu'ils comptent sur leur chance ou bien parce que leur cache n'est plus sûre. Parmi eux, se trouvent le militant sioniste Menahem Kirszenbaum, l'écrivain Joshua Perle, le poète Ytshak Katzenelson militant de la Żydowska Organizacja Bojowa (Organisation juive de combat).
Les responsables de l'American Jewish Joint Distribution Committee à Varsovie, David Guzik et Józef Gitler-Barski décident dans un premier temps de partir vers l'Amérique du Sud par la filière de l'Hotel Polski, mais rapidement se rendent compte du piège. Les deux survivront à la guerre.
On estime entre 2 500 et 3 000 le nombre de personnes qui sont passés par l'Hôtel Polski, dont 1 900 seront déportés vers Vittel ou Bergen-Belsen. Le 13 juillet 1943, le centre est fermé et les 300 personnes qui séjournaient alors à l'hôtel sans document sont transférés à la prison de Pawiak et fusillés deux jours plus tard. Pendant les quelques mois où ce centre d'internement a fonctionné, seuls 350 Juifs, ayant des permis palestiniens en bonne et due forme, purent en échapper.

## Controverse sur l'affaire de l'Hotel Polski
Les faits qui se sont déroulés à l'Hotel Polski ne sont pas encore parfaitement éclaircis pour les historiens. On a tout d'abord estimé que le centre d'internement de l'Hotel Polski avait été un piège mis au point par la Gestapo de Varsovie afin d'attirer les Juifs cachés du côté aryen, en leur promettant la délivrance de passeports. La quasi-totalité des Juifs qui s'y sont rendus ont été soit transférés à Vittel ou Bergen-Belsen puis déportés et assassinés à Auschwitz-Birkenau, soit fusillés à la prison de Pawiak.
Des études récentes menées par des historiens polonais montrent cependant que l'Hotel Polski n'a pas été le simple piège que l'on pensait jusqu'alors, même si la vente de documents permit à certains de s'enrichir. Les rares internés juifs étrangers de pays neutres ont pu quitter la Pologne dans le cadre des « Heimschaffungsaktion », souvent en échange de prisonniers allemands détenus par les Alliés. Par contre, les Allemands ont très vite compris que de nombreux documents étaient des faux et ont alors procédé à des vérifications plus approfondies. Ils ont entre autres demandé des confirmations aux différents pays sud-américains, qui n'ont que très rarement pu ou voulu confirmer la véracité des documents illégalement fournis par leurs consuls. Malgré les pressions exercées par les États-Unis sur ces États, les confirmations, quand elles furent envoyées, arrivaient souvent trop tard.